# Campylopetalum siamense
Campylopetalum siamense là một loài thực vật có hoa trong họ Đào lộn hột. Loài này được Forman mô tả khoa học đầu tiên năm 1953 publ. 1954.